# 황산 알루미늄
황산 알루미늄(aluminum sulfate)은 화학식 Al2(SO4)3을 이루는 화합물이다. 황산 알루미늄은 먹는샘물의 정화, 물 처리, 종이 제조 등 위한 응집제로 사용된다.

## 준비
- 2 Al(OH)3 + 3 H2SO4 → Al2(SO4)3·6H2O

## 화학 반응
- Al2(SO4)3 + 6 NaHCO3 → 3 Na2SO4 + 2 Al(OH)3 + 6 CO2
- Al2(SO4)3 + 3Ca(HCO3)2 → 3 Ca2SO4 + 2 Al(OH)3 + 6 CO2

## 같이 보기
- 명반